# قنص الجزيرة الجنوبية
قنص الجزيرة الجنوبية، المعروف أيضًا باسم قنص جزيرة ستيوارت أو توتوكيوي في اللغة الماورية، هو نوع مُنقرضٌ من الطُّيور يتبع فصيلة دجاج الأرض التي كانت مُستوطنةً في نيوزيلندا.